# Comuna Balcic, Dobrici
Balcik (în bulgară Балчик) este o comună în regiunea Dobrici, Bulgaria, formată din orașul Balcic și 21 de sate.

## Localități componente

### Orașe
- Balcic

### Sate
| - Boboveț - Breastovo - Dropla - Dăbrava - Gurkovo - Hrabrovo - Karvuna | - Kranevo - Kremena - Leahovo - Obrociște - Prespa - Rogacevo - Sokolovo | - Strajița - Trigorți - Zmeevo - Bezvodița - Senokos - Țaricino - Țărkva |

## Demografie
Componența etnică a obștinei Balcic
     Bulgari (62,46%)
     Nicio identificare (9,84%)
     Romi (10,79%)
     Turci (15,17%)
     Altele (1,72%)
La recensământul din 2011, populația comunei Balcic era de 20.317 locuitori. Din punct de vedere etnic, majoritatea locuitorilor (62,46%) erau bulgari, existând și minorități de turci (15,17%) și romi (10,79%). Pentru 9,84% din locuitori nu este cunoscută apartenența etnică.